# Frisco (Texas)
Frisco ist eine  texanische Stadt in den Vororten von Dallas und eine der am schnellsten wachsenden Städte der Vereinigten Staaten. Frisco ist vor allem durch den ansässigen FC Dallas, eine Sportmannschaft der Major League Soccer, und die Dallas Stars, eine Mannschaft der National Hockey League, bekannt.

## Geschichte
Der Ort wurde im Jahre 1904 gegründet.

## Wirtschaft
| Arbeitgeber                            | Anzahl Arbeitnehmer |
| -------------------------------------- | ------------------- |
| Frisco School District                 | 8.850               |
| Dallas Cowboys                         | 2.000               |
| City of Frisco                         | 1.813               |
| HCL Technologies                       | 1.500               |
| ICS Connect                            | 1.300               |
| Keurig Dr Pepper                       | 1.213               |
| Cencora                                | 749                 |
| Baylor Scott White/Centennial Hospital | 567                 |
| Mario Sinacola & Sons Excavating       | 500                 |
| Goodman Networks                       | 563                 |

## Söhne und Töchter der Stadt
- Courtney Gibbs (* 1966), Miss USA 1988
- Cheyenne Kimball (* 1990), Singer-Songwriterin
- Lamar Jordan (* 1994), American-Football-Spieler
- Kene Nwangwu (* 1998), American-Football-Spieler
- Marvin Mims (* 2002), American-Football-Spieler
- Jaedyn Shaw (* 2004), Fußballspielerin
- Isabella Pasion (* 2006), philippinische Fußballspielerin